# 銀座センタービル
銀座センタービル（ぎんざセンタービル・Ginza Center Building）は、1967年（昭和42年）9月に旭川銀座通り商店街（地元では「15丁目」と呼ばれている）の中核施設として誕生したビル。通称「銀ビル」。地元フリーペーパー「ライナーネットワーク」の同族企業。

## 歴史・概要
銀ビルがあった場所の前身は、1909年（明治9年）に設立した芝居小屋『大黒座』である。1920年（大正9年）に『錦座』と改称し、芝居のみならず映画も上映するようになる。1932年（昭和7年）の時点では、旭川市内の映画館は錦座と国技館、美満壽館、大勝館の計4館しかなかった。
その後、錦座は松竹のロードショー館となり、館名を『松竹座』と改称するも、戦後間もない1946年（昭和21年）1月、火災により焼失。その跡地は同市内で『旭川国民劇場』などを運営していた本間興業株式会社によって売却され、『銀映座』として再建されるも、程なくして映画館は閉館。そして現法人創業者だった安井一雄によって“銀座センタービル”がその跡地に建設され、現在に至る。
地上8階、地下1階の当ビルは、結婚式場や展望回転レストランなどを有し、当時の旭川市を代表する総合施設となっていたが、商店街の衰退と共に現在では旭川銀座商店街の事務所や宴会場、そば店などを残すのみである。
地元デパート・丸善三番舘と隣接しており、どちらも建物の老朽化が進んでいるため、具体的な日程は未定ながら三番館等と一体で建て替えを行う計画が浮上している。

## アクセス
- JR旭川四条駅から徒歩5分。